# VfB 91 Suhl
VfB 91 Suhl  - żeński klub piłki siatkowej z Niemiec. Został założony w 1991 roku z siedzibą w mieście Suhl. Występuje w Bundeslidze.

## Sukcesy

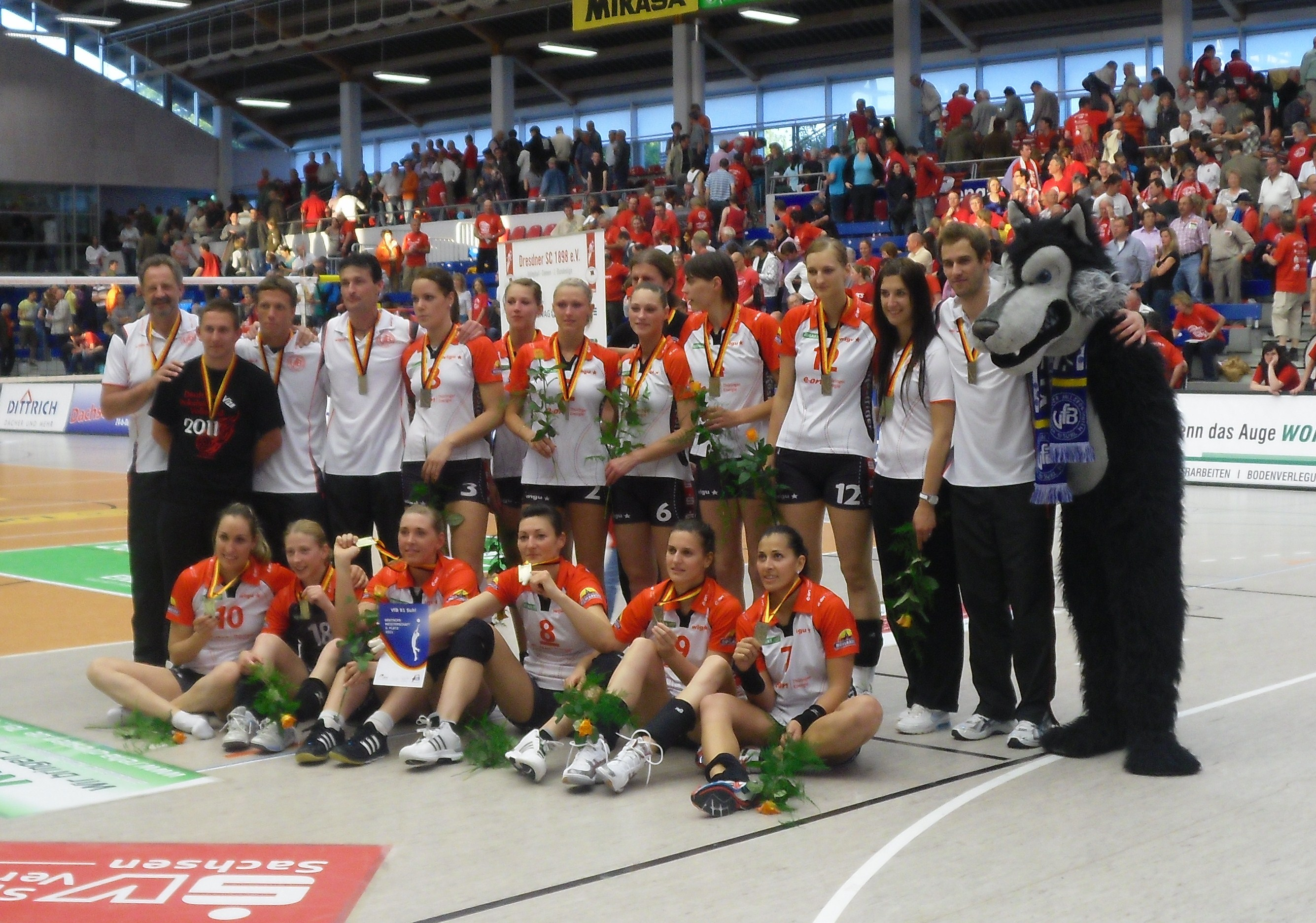
Zawodniczki VfB 91 Suhl brązowymi medalistkami w sezonie 2010/2011 Mistrzostw Niemiec

Mistrzostwo Niemiec:
- 2007, 2011

Puchar Niemiec:
- 2008

## Kadra zawodnicza 2011/12
- 1 . Lucija Cigić
- 2.  Laura Dijkema
- 3.  Marija Pucarević
- 4.  Anna Kalinowskaja
- 5.  Dominice Steffen
- 6.  Annamaria Polgar
- 7.  Martina Útlá
- 9.  Ivana Isailović
- 11. Claudia Steger
- 12. Vendula Merková
- 15. Christina Speer
- 18. Suzana Ćebić